# کوییلندی
کوییلندی (به انگلیسی: Koyilandy) یک منطقهٔ مسکونی در هند است که در بخش کوژیکود واقع شده‌است. کوییلندی ۲۹ کیلومتر مربع مساحت و ۷۱٬۸۷۳ نفر جمعیت دارد و ۲ متر بالاتر از سطح دریا واقع شده‌است.